# Bissektipelta archibaldi
Bissektipelta archibaldi ("escudo de Bissekty de David Archibald") es la única especie conocida del género extinto Bissektipelta de dinosaurio tireóforo anquilosáurido que vivió a mediados del Cretácico, hace aproximadamente 90 millones de años durante el Turoniense, en lo que es hoy Asia. El holotipo (ZIN PH 1/6) y único espécimen se colectó de la Formación Bissekty de sedimentos pertenecientes al Turoniense Tardío y el Coniaciense, en Dzharakuduk, Uzbekistán y el nombre Bissektipelta refiere a esa formación geológica (Bissekt + griego pelte = "peto" o "escudo"). Bissektipelta se presenta monospecífico, conteniendo solo B. archibaldi. El holotipo se recogió en septiembre de 1998 por el conjunto del Proyecto uzbeco-ruso-británico-estadounidense.
El holotipo se compone de una calota craneana incompleta y techo, junto con dientes aislados y osteodermos; este material fue originalmente referido al género "Amtosaurus", pero fue reasignado al nuevo taxón cuando este último se declaró como dudosos. Esta especie puede distinguirse de A. magnus por tener tres salidas para el nervio hipogloso (XII par craneano) en vez de dos, con un ángulo menor entre la cara ventral del basioccipital y el basiesfenoide, y un proceso basiesfenoideo situado más caudalmente.